# Vạn An (phường)
Vạn An là một phường thuộc thành phố Bắc Ninh, tỉnh Bắc Ninh, ở miền Bắc Việt Nam.

## Địa lý
Vạn An là một phường nằm ở phía Tây Bắc của thành phố Bắc Ninh. Phường nằm bên bờ hữu dòng sông Cầu, ngoài ra còn có sông Ngũ Huyện Khê chảy xuyên qua các khu của phường. Sau một quãng đường dài từ điểm đầu nguồn ở huyện Đông Anh thì đây đã là đoạn cuối nguồn của dòng Ngũ Huyện Khê. Sau khi chảy qua địa phận Vạn An, nhánh sông này nhanh chóng đổ vào sông Cầu tại địa phận phường Hòa Long. Do vậy, mặt bằng địa hình của phường trở nên không bằng phẳng do bị cắt xẻ bởi các con đê bảo vệ của các dòng sông.
Địa giới hành chính:
- Phía bắc giáp phường Hòa Long.
- Phía đông giáp phường Kinh Bắc.
- Phía nam giáp phường Khúc Xuyên.
- Phía tây giáp hai xã Tam Đa và Đông Phong của huyện Yên Phong.

## Lịch sử
- Theo bản dịch sách “Đồng Khánh địa dư chí” của GS Ngô Đức Thọ và các cộng sự ở Viện Hán Nôm thì trong thời phong kiến, lãnh thổ Vạn An hiện nay thuộc tổng Châm Khê, huyện Yên Phong, phủ Từ Sơn, trấn Kinh Bắc. Lúc đó, các làng hiện nay của Vạn An đều là các xã, thôn trong tổng Châm Khê. Năm 1831, nhà vua thực hiện cải cách hành chính trên cả nước: bãi bỏ cấp trấn, thành lập tỉnh Bắc Ninh.
- Sau Cách mạng tháng Tám năm 1945 thành công, các đơn vị hành chính cấp tổng và cấp phủ bị chính quyền cách mạng xóa bỏ. Cấp xã được mở rộng hơn, nhỏ hơn cấp tổng trước đây nhưng bao gồm một số làng, xóm và có sự thay đổi. Tên các làng, xã giai đoạn đó ít nhiều có sự thay đổi do hoàn cảnh của kháng chiến chống Pháp.
- Xã Vạn An được thành lập năm 1956 theo Nghị định số 1088-TTg ngày 19 tháng 10 năm 1956 của Thủ tướng Chính phủ. Lúc đó, Vạn An là một xã trực thuộc huyện Yên Phong, tỉnh Bắc Ninh.
- Ngày 09 tháng 04 năm 2007, Thủ tướng Nguyễn Tấn Dũng ký ban hành Nghị định số 60/NĐ-CP về việc mở rộng địa giới thành phố Bắc Ninh. Theo đó, xã Vạn An cùng với 3 xã Phong Khê, Khúc Xuyên, Hòa Long của huyện Yên Phong và một số xã khác của huyện Quế Võ, Tiên Du được sáp nhập vào thành phố Bắc Ninh.[4]
- Ngày 21 tháng 7 năm 2009, tại kỳ họp thứ 18 HĐND tỉnh Bắc Ninh khóa XVI đã thông qua Tờ trình của UBND về việc đồng ý thành lập các phường Vạn An, Vân Dương và Hạp Lĩnh. Qua đó làm cơ sở để UBND tỉnh đề xuất với Chính phủ cho phép thành lập các phường trên.[5]
- Ngày 05 tháng 02 năm 2010, Chính phủ ban hành Nghị quyết số 06/NQ-CP về việc thành lập một số phường thuộc thành phố Bắc Ninh. Qua đó, các xã Vạn An, Vân Dương, Hạp Lĩnh được nâng cấp lên phường từ các xã có tên tương ứng.[2] Sau khi được nâng cấp lên phường, Vạn An gồm có 4 khu phố là: Đương Xá,[note 1] Thụ Ninh, Thượng Đồng, Vạn Phúc. Tên gọi các khu phố đều dựa trên các tên làng cũ từ thời phong kiến. Từ đó đến nay, Vạn An vẫn giữ nguyên vai trò và địa giới hành chính trực thuộc thành phố Bắc Ninh.

## Giao thông
Phường có hệ thống giao thông khá thuận tiện, nằm gần trung tâm thành phố và tỉnh nên nhân dân đi lại hết sức dễ dàng.
- Trên địa bàn có tuyến đường tỉnh lộ 286 (lộ trình đi từ cầu Đò Lo ở Hòa Tiến, Yên Phong về phường Vệ An) đi qua hầu hết các khu phố của phường. Đây không những là tuyến giao thông huyết mạch của cả phường mà còn là một trong những tuyến giao thông chính lưu thông từ thành phố Bắc Ninh đi huyện Yên Phong, Sóc Sơn (Hà Nội), Hiệp Hòa (Bắc Giang),.... phục vụ nhu cầu đi lại của nhân dân và thúc đẩy phát triển kinh tế, xã hội trên địa bàn phường và các địa phương xung quanh.
- Căn cứ theo bản Quy hoạch giao thông vận tải tỉnh Bắc Ninh giai đoạn 2010 đến 2020, tầm nhìn 2030 đã được Chủ tịch UBND tỉnh Trần Văn Túy ký phê duyệt tại Quyết định số 28/2011/QĐ-UBND ngày 24 tháng 02 năm 2011 thì trong tương lai cũng có thêm một số tuyến đường mới chạy qua địa phận phường Vạn An như ĐT285B, ĐT295C.
- Ngoài ra, còn có bến đò Vân Hà chạy qua sông Cầu nối làng Vạn Phúc với làng nghề truyền thống Thổ Hà nổi tiếng của xã Vân Hà, thị xã Việt Yên, tỉnh Bắc Giang.[note 2] Phục vụ nhu cầu đi lại nhân dân hai bên bờ sông và tăng cường giao lưu văn hóa giữa các làng quan họ cổ ở bờ Nam với bờ Bắc sông Cầu của trấn Kinh Bắc xưa.

## Giáo dục
Trên địa bàn có đầy đủ các cơ sở đào tạo phổ thông từ cấp mầm non đến trung học phổ thông.
- Trường THPT Lý Nhân Tông: trường được thành lập năm 1977 với tên gọi ban đầu là Trường Phổ thông vừa học vừa làm Yên Phong có trụ sở ban đầu ở xã Đông Phong.[6] Trải qua các biến cố của lịch sử, trường được đổi tên từ Trường THPT Yên Phong số 2 thành Trường THPT Lý Nhân Tông như hiện nay vào cuối năm 2008.[7][note 3] Còn trụ sở trường thì đã được chuyển về khu cánh đồng nằm sát tỉnh lộ 286 của thôn Đương Xá từ năm 2001.[6] Trường THPT Lý Nhân Tông được mang tên vị vua thứ tư của nhà Lý, lúc sinh thời ông nổi tiếng là một vị vua nhân từ, trí tuệ hiếu nhân, trọng kén danh thần. Ngoài ra, thời Nhân Tông còn nổi bật với việc tổ chức khoa thi Nho học đầu tiên của Đại Việt (1075) và xây dựng Quốc Tử Giám (1076). Năm 2017, tập thể thầy và trò nhà trường đã long trọng tổ chức lễ kỷ niệm 40 năm thành lập trường.[6]
- Trường THCS Vạn An có trụ sở ở khu Thượng Đồng.
- Trường Tiểu học Vạn An có trụ sở ở khu Thượng Đồng.
- Trường Mầm non Vạn An có trụ sở ở khu Thượng Đồng.

## Văn hóa
Vạn An là một trong những địa phương được coi như quê hương của các làn điệu quan họ cổ, khi làng Diềm thờ bà Thủy tổ quan họ ở cách đó không xa bên phường Hòa Long. Hầu hết các làng trong phường đều có câu lạc bộ quan họ riêng và hoạt động khá sôi nổi. Hơn nữa, việc khai quật được số lượng lớn các cổ vật từ lò gốm Đương Xá cho ta thấy nghề gốm sứ cổ ở Vạn An đã hình thành từ hàng nghìn năm trước, phần nào đã nói lên bề dày lịch sử và văn hóa của địa phương.

### Lễ hội
Vào đầu xuân năm mới, Vạn An có nhiều lễ hội được tổ chức bởi các làng như:
- Lễ hội khu Thụ Ninh: mồng 10 tháng Giêng hàng năm diễn ra ở đình Thụ Ninh.
- Lễ hội khu Vạn Phúc: ngày 15 tháng Giêng hàng năm
- Lễ hội khu Thượng Đồng: ngày 15 tháng Giêng hàng năm diễn ra ở đình, chùa Lẫm.
- Lễ hội khu Đương Xá: mồng 1 tháng 2 hàng năm

Đối chiếu theo Điều 3, Thông tư số 15/2015/BVHTTDL ngày 22 tháng 12 năm 2015 thì các lễ hội ở Vạn An đều là các lễ hội dân gian.

### Di tích
- Di tích Đình, chùa Lẫm ở khu Thượng Đồng được công nhận là Di tích Lịch sử văn hóa cấp Quốc gia tại Quyết định số 372-QĐ/ BT ngày 10 tháng 3 năm 1994 của Bộ trưởng Bộ Văn hóa - Thông tin.[9]
- Chùa Láng (Thanh Lãng tự) ở khu Đương Xá được công nhận là Di tích Lịch sử văn hóa cấp tỉnh tại QĐ số 1054/QĐ - UBND ngày 12 tháng 8 năm 2008 do Phó Chủ tịch UBND tỉnh Nguyễn Nhân Chiến ký phê duyệt.[10]
- Khu lò gốm Đương Xá tại khu Đương Xá được công nhận là Di tích Lịch sử văn hóa cấp tỉnh tại QĐ số 1055/QĐ - UBND ngày 12 tháng 8 năm 2008 do Phó Chủ tịch UBND tỉnh Nguyễn Nhân Chiến ký phê duyệt.[10] Khu lò gốm Đương Xá được người dân phát hiện từ cuối thập niên 1990, sau đó di chỉ lò gốm cổ đã được rất nhiều đoàn chuyên gia về khảo cứu, trong đó có thể kế đến đoàn của PGS.Bùi Minh Trí, TS.Trịnh Hoàng Hiệp và TS.Nishimura Masanari về khai quật và nghiên cứu năm 2001. Năm 2002, Sở Văn hóa - Thông tin Bắc Ninh đã cho mở một bảo tàng ngoài trời trưng bày tại chỗ các hiện vật, cổ vật của lò gốm này.[11] Qua công tác khảo cứu cho thấy niên đại của đồ gốm Đương Xá có niên đại từ thế kỷ thứ IX,X.[12] Đây là kho tư liệu quý giá để các chuyên gia nghiên cứu về nghề gốm cổ ở đồng bằng Bắc Bộ nói riêng và nghiên cứu văn hóa thời kỳ Bắc thuộc nói chung.
- Đình Thụ Ninh ở khu Thụ Ninh được công nhận là Di tích Kiến trúc nghệ thuật cấp Quốc gia tại Quyết định số 951/QĐ-BVHTTDL ngày 17 tháng 3 năm 2016 do Bộ trưởng Hoàng Tuấn Anh ký phê duyệt.[13][14]
- Chùa Linh Quang ở khu Đương Xá.

## Tương lai
Ngày 20 tháng 2 năm 2019, Phó Chủ tịch UBND tỉnh Nguyễn Tiến Nhường ký Quyết định số 88/QĐ-UBND về việc phê duyệt quy hoạch phân khu phường Vạn An để làm cơ sở pháp lý triển khai đầu tư và quản lý xây dựng theo quy hoạch chung của đô thị Bắc Ninh đã được Thủ tướng Chính phủ phê duyệt.
Trong đó:
- Khu A có diện tích khoảng 114,9 ha, bao gồm: Các khu dân cư được cải tạo nâng cấp, chỉnh trang, bổ sung quỹ đất các công trình hành chính, công cộng, dịch vụ, hạ tầng xã hội, sân thể thao, trường học các cấp và không gian cây xanh mặt nước…
- Khu B có diện tích khoảng 114,8 ha, bao gồm: Khu đô thị mới, khu hỗn hợp các công trình dịch vụ, thương mại, khách sạn, văn phòng, chung cư,…, hồ điều hòa.
- Khu C có diện tích khoảng 146 ha, bao gồm: Là khu vực phát triển đô thị mới, kết nối hạ tầng kỹ thuật, hạ tầng xã hội theo định hướng đồ án quy hoạch chung đô thị Bắc Ninh kết nối với huyện Yên Phong.
- Ngoài ra, trong quy hoạch cũng có ghi rõ chi tiết việc kế hoạch sử dụng đất, công trình công cộng, xây dựng đường giao thông đối nội, đối ngoại như đường H, ĐT285B, ĐT295C,...

### Tin tức
- "Bắc Ninh: Đón em thi tốt nghiệp bị côn đồ chém cụt tai". dantri.com.vn. Báo điện tử Dân trí – Cơ quan của TW Hội Khuyến học Việt Nam. ngày 3 tháng 6 năm 2012. Truy cập ngày 9 tháng 9 năm 2019.
- "Thẩm tra hồ sơ thiết kế bản vẽ thi công, dự toán Trường THCS Vạn An, phường Vạn An, thành phố Bắc Ninh". kcxbacninh.com.vn. Trung tâm Kiểm định Chất lượng và Kinh tế Xây dựng, Sở Xây dựng Bắc Ninh. ngày 16 tháng 5 năm 2013. Bản gốc lưu trữ ngày 30 tháng 1 năm 2020. Truy cập ngày 9 tháng 9 năm 2019.
- "Bắc Ninh tiếp nhận trạm bơm Vạn An từ Bộ Nông nghiệp và Phát triển nông thôn". www.bacninh.gov.vn. Cổng thông tin điện tử tỉnh Bắc Ninh. ngày 16 tháng 7 năm 2014. Truy cập ngày 7 tháng 7 năm 2019.[liên kết hỏng]
- "Bắc Ninh phục dựng Nhà chứa Quan họ". dantri.com.vn. Báo điện tử Dân trí – Cơ quan của TW Hội Khuyến học Việt Nam. ngày 10 tháng 10 năm 2014. Truy cập ngày 24 tháng 9 năm 2019.
- "Bắc Ninh phục dựng 2 nhà chứa quan họ kiểu cổ: Lại được hát tàn đêm rạng ngày..." danviet.vn. Báo điện tử Dân Việt – Cơ quan của TW Hội Nông dân Việt Nam. ngày 13 tháng 10 năm 2014. Truy cập ngày 24 tháng 9 năm 2019.
- "Đại hội TDTT phường Vạn An lần thứ VIII năm 2017". thanhuy.bacninh.gov.vn. Trang thông tin điện tử Thành ủy Bắc Ninh. ngày 20 tháng 9 năm 2017. Bản gốc lưu trữ ngày 14 tháng 12 năm 2019. Truy cập ngày 7 tháng 7 năm 2019.
- "Phụ nữ Vạn An thi đua yêu nước". baobacninh.com.vn. Báo Bắc Ninh. ngày 4 tháng 12 năm 2018. Bản gốc lưu trữ ngày 27 tháng 7 năm 2021. Truy cập ngày 7 tháng 7 năm 2019.
- "TP Bắc Ninh: Đề nghị kỷ luật hàng loạt lãnh đạo phường Vạn An". thanhtra.com.vn. Báo Thanh tra. ngày 26 tháng 3 năm 2019. Truy cập ngày 9 tháng 9 năm 2019.[liên kết hỏng]
- "Bắc Ninh: Cố tình để 'CHÌM XUỒNG' việc đề nghị kỷ luật loạt cán bộ phường Vạn An?". khoe365.net.vn. Khỏe 365 – Cơ quan của Hội Luật gia Việt Nam. ngày 9 tháng 5 năm 2019. Truy cập ngày 29 tháng 9 năm 2019.[liên kết hỏng]
- "Bắc Ninh đấu giá quyền sử dụng đất Khu nhà ở phường Vạn An". baodauthau.vn. Báo Đấu thầu. ngày 26 tháng 6 năm 2019. Truy cập ngày 9 tháng 9 năm 2019.
- "Đoàn Đại biểu Quốc hội tỉnh Bắc Ninh tiếp cử tri". vnanet.vn. Thông tấn xã Việt Nam. ngày 23 tháng 9 năm 2019. Truy cập ngày 29 tháng 9 năm 2019.[liên kết hỏng]

### YouTube
- Flycam đường 286 đoạn qua Vạn An 2015 trên YouTube
- Làng quan họ quê tôi - Đêm văn nghệ hội chùa Láng, Vạn An 2016 trên YouTube
- Đêm giao lưu văn nghệ khánh thành đình làng Đương Xá năm 2018 - Phần 1 trên YouTube
- Đêm giao lưu văn nghệ khánh thành đình làng Đương Xá năm 2018 - Phần 2 trên YouTube
- Lễ hội truyền thống làng Vạn Phúc 2017 trên YouTube
- Lễ hội truyền thống Đình - chùa Lẫm (làng Thượng Đồng) trên YouTube
- Flycam làng Thụ Ninh 2015 trên YouTube
- Lễ hội truyền thống làng Thụ Ninh trên YouTube